# Teucholabis adamesi
Teucholabis adamesi är en tvåvingeart som beskrevs av Alexander 1979. Teucholabis adamesi ingår i släktet Teucholabis och familjen småharkrankar.
Artens utbredningsområde är Panama. Inga underarter finns listade i Catalogue of Life.